# Bella Block: Falsche Liebe
Falsche Liebe ist ein Kriminalfilm der Krimireihe Bella Block des Regisseurs Julian Pölsler aus dem Jahr 2008. In der Hauptrolle verkörpert Hannelore Hoger die Hamburger Hauptkommissarin Bella Block, die einen Frauenmörder sucht und dabei selbst Gefahr läuft, einem Betrüger auf den Leim zu gehen.

## Handlung
Bella Block ist zugegen, als sich ein des Mordes an einer Frau verdächtiger Mann erschießt. Diesen Akt der Selbsttötung kann sie nicht verhindern. Dennoch: Durch den ausgeführten Suizid bleibt der Mord an einer Frau weiterhin ungeklärt, es bleiben viele Fragen offen, die Bella Block dazu bewegen, den Fall nicht zu den Akten zu legen, sondern weiter zu ermitteln.
Zwischenzeitlich fällt es Bellas Lebensgefährten Simon ein, ein Segelboot von dem sympathischen Bernhard Hansen zu erwerben. Ob Simon sich diese Anschaffung leisten kann, steht auf einem anderen Blatt. Vielmehr stört Bella der Umstand, dass Simon mit dem Verkäufer eine Freundschaft schließt und im weiteren Verlauf sogar mit dessen Verlobter, einer alleinerziehenden Witwe, ausgeht.
Des Weiteren gelingt es ihm sogar, Bella dazu zu überreden, auch mitzukommen. In der Folge ist selbst Bella Block von dem Charme und Einfühlungsvermögen des neuen Freundes angetan. Im weiteren Verlauf der Handlung kommt es, wie schon des Öfteren, aufgrund dieser Umstände zu kleineren Streitereien in ihrer Beziehung zu ihrem Lebensgefährten Simon.
Im Zuge ihrer Ermittlungen in dem Mordfall führt eine Spur ausgerechnet zu Bernhard. Nun zweifelt die Kommissarin, ob es eine richtige Entscheidung war, sich in diese Freundschaften einzulassen und beginnt zu überlegen, ob sie nicht vielleicht selbst, wie auch ihr Lebensgefährte Simon, einem Hochstapler auf dem Leim gegangen sind. Die Frage ist nur, wie sie an stichhaltige Beweise kommen könnte, um dem Mann sein betrügerisches Handwerk zu legen. Aber dabei bleiben der Kommissarin noch Zweifel, denn selbst wenn sie Bernhard des Betruges überführen könnte, wäre noch lange nicht glaubhaft dargelegt, dass er auch der Mörder ist.

## Produktionsnotizen
Norbert Sauer produzierte die 25. Folge der Bella Block Reihe für die UFA im Auftrag des ZDF. Gedreht wurde in Hamburg.
Das ZDF erstellte im Jahr 2015 eine Hörfilmfassung der Folge.

## Erscheinungstermin
Bella Block – Falsche Liebe wurde am 22. November 2008 erstmals im ZDF ausgestrahlt.

## Kritiken
TV Spielfilm meinte: „Eine Sternstunde der TV-Kriminalistik“
Rainer Tittelbach resümiert, dass sich die Hauptfigur Bella Block mit ihrem Gegenspieler Bernhard Hansen ein „glänzendes Duell“ liefere. Des Weiteren ist der Kritiker der Meinung, dass es sich um einen detailreichen Krimi handele, in dem „die Seelenlage der überkritisch-pessimistischen Kommissarin und ihres zur Naivität neigenden Lebensabschnittsgefährten kriminalphilosophisch ausgespielt wird“.